# Conservação Internacional
A Conservação Internacional (Conservation International ou CI em inglês), é uma organização não governamental sediada em Washington D.C., que visa a proteção da hotspots de biodiversidade da Terra, áreas selvagens ou regiões marinhas de alta biodiversidade ao redor do globo. O grupo também é conhecido por suas parcerias locais com ONG e povos indígenas.
A CI foi fundada em 1987 e possui agora um quadro de pessoal com mais de 900 funcionários. Seu trabalho se desenvolve em mais de 40 países, principalmente em países em desenvolvimento na África, na Orla do Pacífico e nas florestas tropicais das América do Sul e Central.

## Missão
A missão da Conservação Internacional é conservar a herança viva natural da Terra, nossa biodiversidade global, e demonstrar que as sociedades humanas são capazes de viver em harmonia com a natureza.

## Administração
O renomado primatologista, herpetologista e ambientalista Russell A. Mittermeier tem sido presidente da Conservação Internacional desde 1989. Peter A. Seligmann preside o conselho de administração e a cientista Sylvia Earle, ex-chefe da NOAA e colaboradora da National Geographic, dirige o programa marinho.
O conselho deliberativo inclui nomes proeminentes, tais como o co-fundador da Intel, Gordon Moore, o ator Harrison Ford, a Rainha Noor da Jordânia, o ex-diretor-presidente da rede Starbucks, Orin Smith, Rob Walton da Wal-Mart e o magnata da mídia Barry Diller.
Além disso, a ONG organiza uma série de eventos anuais ao redor do mundo com palestrantes de alto nível tais como o Dr. Jared Diamond, Edward Osborne Wilson, Dr. Jeffrey Sachs, Thomas L. Friedman, Bill Bryson, Wade Davis e mesmo Jimmy Buffett.

## Projectos e realizações
Em Dezembro de 2005, como parte do RAP – Rapid Assessment Program (Programa de Avaliação Rápida) desenvolvido pela organização, cientistas da Conservação Internacional inspecionaram uma área virgem das Montanhas Foja na Papua, Indonésia. Eles descobriram 20 espécies desconhecidas de sapos, quatro novas espécies de borboletas e cinco de palmeiras e uma nova espécie de pássaro papa-mel. Os pesquisadores também descobriram uma espécie de canguru arborícola – uma espécie que se desconhecia existir na Indonésia e caçada quase até a extinção em outros lugares – e tirou as primeiras fotos da ave-do-paraíso de Berlepsch. A área era tão isolada que muitos dos animais encontrados não tinham medo de seres humanos. As descobertas da Conservação Internacional foram amplamente divulgadas por todo o mundo em Fevereiro de 2006, inclusive pela BBC, o New York Times e programas norte-americanos de grande repercussão, como Nightline e The NBC Nightly News. No Brasil, as realizações da CI aparecem rotineiramente nas páginas da revista Planeta.

## Resistindo ao Fim da Natureza: O Contexto Africano
Durante 20-24 de Junho de 2006, a Conservação Internacional organizou um grande simpósio em Madagascar, um dos mais importantes hotspots do planeta. O simpósio, intitulado "Defying Nature's End: The African Context" ("Resistindo ao Fim da Natureza: O Contexto Africano"), visava auxiliar as nações africanas a prosperar protegendo seus habitats naturais e reuniu mais de 450 representantes internacionais de governos, empresas, organizações não-governamentais e comunidades locais africanas.
O simpósio também apresentou a pesquisa mais recente sobre os vínculos entre meio ambiente, pobreza e saúde, e novas estratégias em governança e gerenciamento de recursos para auferir maiores benefícios da natureza.
Este simpósio elaborou um documento final denominado Declaração de Madagascar, o qual foi lido no evento pelo representante da CI, Olivier Langrand. Em seguida, Jeffrey Sachs, chefe do projeto das Metas de desenvolvimento do milênio das Nações Unidas, o presidente da CI, Russell Mittermeier e o primeiro-ministro Jacques Sylla saudaram a declaração como um catalisador que tornava a conservação da biodiversidade num pilar das políticas de desenvolvimento.

### Descoberta de Novas Espécies
Como parte dos trabalhos da Conservação Internacional, cientistas informaram ter descoberto 52 novas espécies (incluindo 24 novos tipos de peixes). Entre estes, foi encontrado (e fotografado) um tubarão das profundezas que caminha sobre suas barbatanas, bem como um camarão que lembra um louva-a-deus, durante explorações submarinas numa região da província de Papua, na Indonésia, conhecida como Triângulo de Coral da Ásia.
Em março de 2009, os cientistas ligados à fundação anunciaram a descoberta de mais 56 espécies animais desconhecidas no interior de Papua-Nova Guiné, entre elas sapos, aranhas e uma lagartixa, (Cyrtodactylus sp), única de sua espécie já encontrada em ambientes densos de florestas tropicais.

### Procura de anfíbios desaparecidos
Em Agosto de 2010, anunciam o início de várias expedições a dezoito países da América Latina, Ásia e África com o objectivo de reencontrar 100 espécies de rãs e salamandras consideradas potencialmente extintas. Entre elas as 11 espécies mais procuradas são Callixalus pictus, Rheobatrachus vitellinus, Rheobatrachus silus, Incilius periglenes, Discoglossus nigriventer, Bolitoglossa jacksoni, Rhinella rostrata, Atelopus balios, Ansonia latidisca, Atelopus sorianoi e Hynobius turkestanicus.